# Steve Barcia
Steve Barcia, ou Stephen Barcia, est né 1957. Il est licencié en ingénierie électrique et mécanique de l'université de Louisiane.
Avec Ken Burd, il a fondé la société Simtex Software en 1988, à Austin, qui éditera des jeux célèbres, comme Master of Magic, Master of Orion I et Master of Orion II. Il la quitte en 1997 et occupa d'autres fonction, comme président de Retro Studios de 2002 à avril 2003.